# Sassja
Sanela Halilović (Tuzla, 1988), poznatija pod umetničkim pseudonimom Sassja, bosanskohercegovačka je hiphop izvođačica.

## Biografija
Rođena je 1988. u Tuzli, gdje i živi. U Tuzli je završila studij farmacije. Pjevala je još u srednjoj školi, a takođe i glumila; bila je članica horova i bendova, kao i Pozorišta mladih iz Tuzle.
Godine 2010. objavila je video-spot u houm produkciji, za pjesmu Ostavi da gori. Potom počinje s nastupima u BiH i okolnim zemljama, uz učešće na festivalu Egzit 2011. (stejdževi ’Roots and flowers’ i ’Positive vibration’). U Bačkom Monoštoru je uzela učešće na festivalu Reggaeneracija Dunava.
Radila je sa velikim brojem domaćih i regionalnih muzičara. Godine 2011. izdala je prvi albumski projekat, Demo 2010/11 sa sedam pjesama (od čega dvije autorske, saradnja sa Kantrimanom i Džah Bilahom; ostale je radio Kantriman sa hrvatskim producentom Kulejdom). Prvi 'pravi' album Sassja-e, Taktički praktično, izašao je 2015. godine; zahvaljujući hitovima Clash i Etikete našla se pri vrhu regionalnih muzičkih ljestvica.
Singl Ovce snimila je sa grupom Brkovi. Remi i Hu si sa njom izvode pjesmu Ragga naš, a kolega joj je i bh. muzičar Kontra. Prve saradnje sa već etabliranim muzičarem imala je sa Bagga Soundom. Sassja je danas ’prva dama’ bh. kolektiva .
Održala je 2016. jednoiposatni koncert u Zagrebu. Prisutna je i na Em-Ti-Viju, a singl Clash našao se na ’Domaćici’ (među 20 najboljih spotova regije; MTV Adria). Sassja-u je u njenom radu podržao onlajn radio Radio 808.
Singl Moj dragi objavila je 15. septembra 2019. na Jutjubu. Pjesme po kojima je prepoznatljiva uopšteno su Trepere mi živci (sa Hu sijem), PMS, Stube, Ništa, Beton, Žuta minuta, Njemica, Savana itd. Značajna je i numera Jemen sa albuma Taktički praktično, koja ima i spot a govori o besmislu ratova i pohlepe. Sassja je aktivna na veb-sajtovima društvenog znaka, a imala je i svoj.

## Diskografija

### Studijski albumi
- Taktički praktično (2015)
- (2017)

### Drugi albumi
- Demo 2010/11 (2011)

### Singlovi
- Klimam (2014)
- Lagano s chillom (2014)
- Čekam (sa GastraRajmsom, 2015)
- Ovce (s Brkovima, 2016)
- LET (sa Sinerdžijem, 2018)
- Kupi nas Ali (sa Zabranjenim pušenjem, 2018)
- Moj dragi (2019)
- Sljedeća nedjelja (2019)
- I dalje (2020)
- Ljubi seka (2021)

## Spoljašnje veze
- Menartova biografija Sasje na Sassjaom ugašenom sajtu
- Menartova biografija  na aktivnom sajtu
- na sajtu  (jezik: engleski)
- na sajtu
- na sajtu
- na sajtu
- na sajtu
- Članak sa intervjuom za srpski Telegraf (2016)